# Storm d'Anaheim
 (février 2024).
Si vous disposez d'ouvrages ou d'articles de référence ou si vous connaissez des sites web de qualité traitant du thème abordé ici, merci de compléter l'article en donnant les références utiles à sa vérifiabilité et en les liant à la section « Notes et références ».
Le Storm d’Anahaim (en anglais : Anaheim Storm) est une ancienne équipe de crosse de la National Lacrosse League établie à Anaheim, en Californie. Depuis la saison 2005, l'équipe a été dissoute pour cause de faibles assistances.

## Histoire
Ils ont joué au Continental Airlines Arena à East Rutherford au New Jersey, de 2002 à 2003 sous le nom de Storm du New Jersey. Après la saison 2003, la franchise a déménagé à Anaheim, en devenant le Storm d'Anaheim.

## Saison par saison
| Saison | Division  | V-D  | Class. | Domicile | Extérieur | GF  | GA  | Séries éliminatoires |
| ------ | --------- | ---- | ------ | -------- | --------- | --- | --- | -------------------- |
| 2004   | Ouest     | 1-15 | 6e     | 1-7      | 0-8       | 171 | 227 | --                   |
| 2005   | Ouest     | 5-11 | 5e     | 2-6      | 3-5       | 170 | 197 | --                   |
| Total  | 2 saisons | 6-26 |        | 3-13     | 3-13      | 341 | 424 |                      |